# Pietro Sarubbi
Pietro Sarubbi (ur. 1961 w Mediolanie) – włoski aktor filmowy i teatralny.

## Biografia
Uczęszczał na kurs reżyserski w Civica scuola d’Arte drammatica del Piccolo Teatro w Mediolanie. Karierę artystyczną rozpoczął w 1979 roku od pracy w teatrze. W 1980 rozpoczął pracę w programach w RAI. Od 1985 roku występował w filmach. Grał również w sitcomach Casa Vianello i Camera Caffé, występował także w kabarecie z teatrem Zelig. Regularnie pojawiał się w Maurizio Costanzo Show. W 2001 roku wystąpił w filmie Kapitan Corelli, a w roku 2004 w filmie Pasja.
Jest autorem książki Od Barabasza do Jezusa. Nawrócony jednym spojrzeniem.

## Filmografia
- 1985: Mussolini i ja – strażnik
- 1989: Scugnizzi – Minervini
- 1989: Musica per vecchi animali – Baffone
- 1990: Der lange Sommer – pracownik stacji benzynowej
- 1993: Il sorvegliante – policjant
- 1997: Ardena – Enzo
- 2001: Kapitan Corelli – Velisarios
- 2001: Tre mogli – komisarz policji argentyńskiej
- 2004: Pasja – Barabasz
- 2005: Jan Paweł II – José López Portillo
- 2008: Fuga dal call center – dyrektor erotycznego call center
- 2009: La piccola A – Bruno
- 2014: Bogacz, biedak i kamerdyner – sprzedawca kebabów
- 2017: Vista Mare – Giargianese